# Acropora granulosa
Espèce
Statut de conservation UICN

 NT  : Quasi menacé
Statut CITES
Acropora granulosa est une espèce de coraux durs appartenant à la famille des Acroporidae.

## Description et caractéristiques
C'est un corail dur hermatypique de forme branchue.

## Habitat et répartition
L'acopa granulosa se trouve dans les eaux du canal du Mozambique, de Madagascar, des Comores, de la Réunion, des Seychelles et des Maldives, de la mer rouge et de l'océan Indo-Pacifique jusqu’au Vanuatu et Wallis et Futuna.

## Menaces
Ces coraux , comme tous les coraux, sont menacés par la mystérieuse épidémie de blanchissement des coraux.